# Ruhstorf an der Rott
Ruhstorf an der Rott est une commune de Bavière (Allemagne), située dans l'arrondissement de Passau, dans le district de Basse-Bavière.